# Living in a Box
Living in a Box foi uma banda britânica do final dos anos 1980. É mais conhecida por seu single de estreia, produzido por Richard James Burgess. O grupo consistiu no cantor e guitarrista Richard Darbyshire, o baterista Anthony "Tich" Critchlow e o tecladista Marcus Vere.

## Carreira

### Formação e separação
Living in a Box foi formada em 1985 em Sheffield. O grupo se nomeou depois da primeira canção que ele gravara no estúdio. Foi de fato esta canção que o reunira em primeiro lugar.  Vere e Critchlow estavam gravando a versão de demonstração da melodia em um estúdio também sendo visitado por Darbyshire, um artista de gravação independente no momento. Darbyshire foi convidado a juntar seus dois futuros companheiros de banda no estúdio para gravar vozes para a faixa, e os três se tornaram oficialmente uma banda. 
Lançado dois anos depois, "Living in a Box" foi seu single mais bem-sucedido comercialmente, chegando à quinta posição na parada UK Singles Chart e se tornou o único single da banda a chegar ao Top 40 da Billboard Hot 100 nos Estados Unidos. O single foi destaque no álbum de estreia autointitulado do grupo, que também incluiu singles acompanhados "Love is the Art," "So the Story Goes," e "Scales of Justice."  Enquanto "So the Story Goes" foi o único destes singles adicionais a quebrar a Billboard Hot 100 estadunidense, todas as três canções chegaram em seu país de origem, onde a banda continuou a desfrutar de mais sucesso. Seu álbum acompanhado, Gatecrashing em 1989 provou ser ainda mais bem-sucedido no Reino Unido, gerando dois sucessos Top Ten, "Blow the House Down" (que caracterizou Brian May, do Queen  na guitarra) e "Room in Your Heart". O álbum em si chegou à 21ª posição (quatro posições acima do primeiro). Diferenças artísticas, bem como mudanças em sua gravadora Chrysalis, levou a banda a quebrar em 1990 antes que o terceiro álbum pudesse ser lançado.

### Depois de Living in a Box
O líder Richard Darbyshire continuou sua longa carreira musical, escrevendo canções para artistas tal como Lisa Stansfield e desfrutando brevemente do sucesso modesto como um artista solo. Seu álbum solo, How Many Angels (1994) foi relançado diversas vezes (começando em 1999, quando foi republicado sob o título de Love Will Provide) acompanhado por várias faixas novas e inéditas.
O baterista da banda, Anthony "Tich" Critchlow e o tecladista e sintetizador, Marcus Charles Vere se aposentaram da indústria da música depois da separação da banda. Tich agora dirige sua própria empresa fornecendo instalações de iluminação sob medida. Vere agora produz DVDs premiados chamados Here Comes A ...! para crianças em idade pré-escolar; tópicos incluem filmes de ação ao vivo sobre tratores, escavadeiras, trens e carros de bombeiros.

### Herança
A canção "Living in a Box" foi mais tarde regravada por Bobby Womack, que também trabalhara com Living in a Box no seu single, "So the Story Goes."

## Membros do grupo
- Richard Darbyshire (8 de março de 1960, Stockport, Cheshire, Inglaterra) — voz, guitarra
- Marcus Charles Vere (29 de janeiro de 1962) — sintetizador
- Anthony "Tich" Critchlow (1 de março de 1958) — bateria

## Discografia

### Álbuns
Estúdio
- Living in a Box (1987) RU nº 25, EUA nº 89
- Gatecrashing (1989) RU nº 21[4]

Compilações
- The Best of Living in a Box (1999)
- The Very Best of Living in a Box (2003)

### Singles
| Ano                                                            | Canção                | RU | IRL | PBA | BEL (FLA) | FRA | ITA | ALE | AUS | SUI | SUE | NOR | NZ | CAN | EUA Hot 100 | EUA R&B | EUA Dance | Álbum           |
| -------------------------------------------------------------- | --------------------- | -- | --- | --- | --------- | --- | --- | --- | --- | --- | --- | --- | -- | --- | ----------- | ------- | --------- | --------------- |
| 1987                                                           | "Living in a Box"     | 5  | 6   | 10  | 20        | 18  | 9   | 4   | 11  | 2   | 4   | 7   | 31 | 18  | 17          | 74      | 6         | Living in a Box |
| 1987                                                           | "Scales of Justice"   | 30 | 27  | -   | -         | -   | 28  | 35  | -   | -   | -   | -   | -  | -   | -           | -       | -         | Living in a Box |
| 1987                                                           | "So the Story Goes"   | 34 | -   | -   | -         | -   | -   | -   | -   | -   | -   | -   | -  | -   | 81          | -       | -         | Living in a Box |
| 1988                                                           | "Love Is the Art"     | 45 | -   | -   | -         | -   | -   | -   | -   | -   | -   | -   | -  | -   | -           | -       | 12        | Living in a Box |
| 1989                                                           | "Blow the House Down" | 10 | 12  | 11  | 12        | -   | 50  | 28  | -   | 26  | -   | -   | -  | -   | -           | -       | 19        | Gatecrashing    |
| 1989                                                           | "Gatecrashing"        | 36 | -   | -   | -         | -   | 45  | -   | -   | -   | -   | -   | -  | -   | -           | -       | -         | Gatecrashing    |
| 1989                                                           | "Room in Your Heart"  | 5  | 6   | 10  | 20        | -   | -   | -   | 27  | -   | 20  | -   | -  | -   | -           | -       | -         | Gatecrashing    |
| 1989                                                           | "Different Air"       | 57 | -   | -   | -         | -   | -   | -   | -   | -   | -   | -   | -  | -   | -           | -       | -         | Gatecrashing    |
| "-" denota lançamentos que não chegaram ou não foram lançados. |                       |    |     |     |           |     |     |     |     |     |     |     |    |     |             |         |           |                 |